# Galym Akhmetov
Galym Akhmetov, né le 20 mars 1995 à Almaty, est un coureur cycliste kazakh.

## Palmarès sur route

### Par année
- 2013
  - Tour of Mazandaran : 
    - Classement général
    - 2e, 4e et 5e étapes
- 2017
  - 3e du Tour de Mersin
  - 3e du Gran Premio Capodarco
- 2018
  - Tour de Fatih Sultan Mehmet : 
    - Classement général
    - 1re étape

### Classements mondiaux
| Année           | 2015   | 2016   | 2017 |
| --------------- | ------ | ------ | ---- |
| UCI Asia Tour   |        |        | 593e |
| UCI Europe Tour | 1 008e | 1 382e | 725e |

## Palmarès en VTT
- 2013
  -  Champion d'Asie de cross-country juniors
  - 3e du championnats du Kazakhstan de cross-country juniors